# August Ferdinand von der Schulenburg
August Ferdinand von der Schulenburg (* 11. September 1729; † 8. Juni 1787) war ein preußischer Generalmajor.

## Leben

### Herkunft
Er entstammte dem Schwarzen Stamm seiner in Preußen weitverbreiteten Familie und war Begründer des Astes Priemern-Beetzendorf. Seine Eltern waren der preußische Hof- und Legationsrat Levin Dietrich von der Schulenburg (1678–1743) und dessen Ehefrau Katharine Sophie, geborene von der Asseburg (1686–1780) aus dem Hause Meisdorf-Falkenstein. Der preußische Kriegsminister Levin Rudolph von der Schulenburg (1727–1788) war sein Bruder.

### Militärkarriere
Schulenburg schlug die militärische Laufbahn ein und wurde Offizier in der preußischen Armee. Ab 1761 diente er als Major im Husarenregiment „von Belling“ und wurde am 2. Juni 1774 zum Oberstleutnant befördert. Schulenburg führte ab 1783 das nach ihm benannte Husarenregiment Nr. 8. Er nahm am 3. Schlesischen Krieg teil und wurde als Oberstleutnant von König Friedrich II. auf Vorschlag des Generalleutnants und Generaladjutanten von Anhalt am 6. August 1778 mit dem Orden Pour le Mérite ausgezeichnet. In der Allerhöchsten Kabinettsorder des Königs an Generalleutnant von Anhalt heißt es:
„... die in der Liste benannten 12 Offiziere bei der Armee meines Bruders, des Prinzen Heinrich, Liebden, wegen ihres Wohlverhaltens mit dem Ordem p.l.m. zu begnaden...“.
In der beigefügten Liste steht August Ferdinand von der Schulenburg an erster Stelle.
Schulenburg avancierte bis Juni 1786 zum Generalmajor. Nach seiner Verabschiedung bewirtschaftete er seine ererbten Güter Priemern, Bretsch, Dewitz und Drüsedau in der Altmark. Er gilt genealogisch als Stammvater der Linie Priemern. Ein Bild von ihm befindet sich im Genealogisches Handbuch des Adels.

### Familie
Am 14. August 1767 heiratete er Christiane Wilhelmine von Eimbeck (* 11. November 1741;  † 14. April 1785). Aus der Ehe gingen drei Kinder hervor:
- Julie Charlotte Elisabeth (* 1763; † 23. Januar 1814) ⚭ 1788 Karl von Kameke (1763–1842), preußischer Generalleutnant
- Heinrich Wilhelm Ferdinand (1766–1832) ⚭ Friederike Marie Pflughaupt (1765–1832). Heinrich war Domdechant zu Brandenburg und 1. Kurator der Ritterakademie Brandenburg.
- Leopold Wilhelm (1772–1838) ⚭ Juliane Charlotte von Kirchbach (* 4. März 1785; † 16. Mai 1873), Trauung Selka[7]